# ديماس موراليس
ديماس موراليس (بالإسبانية: Dimas Morales)‏ هو لاعب كرة قدم أرجنتيني، ولد في 22 يونيو 1994 في مار دل بلاتا في الأرجنتين. لعب مع أتليتيكو رافائيلا.

## وصلات خارجية
- ديماس موراليس على موقع قاعدة بيانات كرة القدم.إي يو (الإنجليزية)
- ديماس موراليس على موقع Soccerway.com (الإنجليزية)